# Littérature alternative
La littérature alternative (en anglais, alternative literature ou alt-lit) est un mouvement littéraire fortement influencé par la culture Internet et la publication en ligne. Elle comprend diverses formes de prose, de poésie et de nouveaux médias. La littérature alternative se caractérise par l'autopublication et une présence sur les médias sociaux. La littérature alternative rassemble des personnes ayant un intérêt commun pour le monde de l'édition en ligne.